# Черепаха (приток Усердца)
Черепаха — река в России, протекает в Верхнепокровском сельском поселении Красногвардейского района Белгородской области. Исток реки расположен в балке Коблейка, севернее села Прудки. Устье реки находится в 12 км по левому берегу реки Усердец, у села Сорокино и хутора Ездоцкий. Урез воды в месте впадения равен 103,0 м . Длина реки составляет 23 км.

## Данные водного реестра
По данным государственного водного реестра России относится к Донскому бассейновому округу, водохозяйственный участок реки — Тихая Сосна, речной подбассейн реки — Бассейны притоков Дона до впадения Хопра. Речной бассейн реки — Дон (российская часть бассейна).
По данным геоинформационной системы водохозяйственного районирования территории РФ, подготовленной Федеральным агентством водных ресурсов:
- Код водного объекта в государственном водном реестре — 05010100712107000003585
- Код по гидрологической изученности (ГИ) — 107000358
- Код бассейна — 05.01.01.007
- Номер тома по ГИ — 07
- Выпуск по ГИ — 0